# Pakubuwono Ier
Pakubuwono Ier (aussi orthographié Pakubuwana Ier), connu sous le nom Pangeran Puger avant son règne, né au kraton de Plered en 1648 et mort le 22 février 1719 à Kartasura est un prince javanais, oncle du susuhunan de Mataram Amangkurat III. Il accède au trône après la première guerre de Succession javanaise grâce au soutien de la Compagnie néerlandaise des Indes orientales.
Il crée un nouveau nom pour sa dynastie, avec le titre Pakubuwono, le nom récurrent des dirigeants de la nouvelle ville de Surakarta.
Son fils lui succède sous le nom Amangkurat IV.